# Parabunothorax rubripennis
Parabunothorax rubripennis är en skalbaggsart som beskrevs av Pu 1991. Parabunothorax rubripennis ingår i släktet Parabunothorax och familjen långhorningar. Inga underarter finns listade i Catalogue of Life.